# Lovely Fear
Lovely Fear – pierwszy autorski album producencki Daniela Blooma, wydany 16 października 2015 przez Warner Music Poland. Na płycie pojawili się liczni goście: Gaba Kulka, Mela Koteluk, Tomek Makowiecki, Jon Sutcliffe (z The Sulk), Marsija, Iwona Skwarek (z duetu Rebeka). Na pierwszy singel promocyjny wybrano piosenkę „Katarakta” z wokalem Meli Koteluk.

## Lista utworów
| Nr | Tytuł utworu                                      | Długość |
| -- | ------------------------------------------------- | ------- |
| 1. | „Hungry Ghost” (gościnnie: Jon Sutcliffe)         |         |
| 2. | „Looking Forward”                                 |         |
| 3. | „How We Disappear” (gościnnie: Gaba Kulka)        |         |
| 4. | „Katarakta” (gościnnie: Mela Koteluk)             |         |
| 5. | „Heartbreakers” (gościnnie: Tomek Makowiecki)     |         |
| 6. | „Addicted” (gościnnie: Tomek Makowiecki)          |         |
| 7. | „Lovely Fear” (gościnnie: Iwona Skwarek (Rebeka)) |         |
| 8. | „Lemon Smile” (gościnnie: Marsija)                |         |

## Nagrody i wyróżnienia
- „Najlepsze polskie płyty 2015 roku” wg muzycznego portalu BrandNewAnthem.pl: miejsce 11.[7]